# يو إف سي على إي إس بي إن: تيبورا ضد سبيفاك 2
يو إف سي على إي إس بي إن: تيبورا ضد سبيفاك 2 (بالإنجليزية: UFC on ESPN: Tybura vs. Spivac 2) هو حدث لفنون القتال المختلطة ستُنظمته يو إف سي، وسيُقام في 10 أغسطس 2024، على يو إف سي أبيكس في إنتربرايز، نيفادا، وهي جزء من منطقة لاس فيغاس الحضرية، الولايات المتحدة.